# Gymnopholus rugicollis
Gymnopholus rugicollis  (лат.) — вид мелких жуков-долгоносиков  рода Gymnopholus из подсемейства Entiminae семейства Curculionidae (Eupholini, Coleoptera). Эндемик острова Новая Гвинея.

## Распространение
Встречаются на острове Новая Гвинея.

## Описание
Среднего размера нелетающие жуки-долгоносики. Длина тела 18—34 мм. Пронотум морщинистый, пронотальные бугорки-туберкулы увеличенные кпереди; плечевые выступы явные. Надкрылья с изолированными небольшими ямками. Характерны для тропических влажных и горных лесов. Взрослые жуки питаются листьями молодых деревьев. На надкрыльях отмечены симбиотические грибы. Близок к видам Gymnopholus lichenifer, Gymnopholus fungifer, Gymnopholus herbarius отличается менее грубой поверхностью надкрылий.

## Систематика
Вид был впервые описан в 1913 году немецким колеоптерологом Карлом Хеллером (Karl M. Heller; 1864—1945) под названием Aroaphila rugicollis, и позднее включён в состав подрода Symbiopholus Gressitt, 1966 американским энтомологом Линсли Гресситтом (J. Linsley Gressitt; Гонолулу, Гавайи, США; 1914—1982). Большинство авторов включают вид Gymnopholus rugicollis в трибу Eupholini (в составе подсемейства Entiminae).